# Čermná, Trutnov
Čermná là một làng thuộc huyện Trutnov, vùng Královéhradecký, Cộng hòa Séc.